# رونی فان اسوولت
رونی فان اسوولت (انگلیسی: Ronny Van Sweevelt؛ زادهٔ ۳ اوت ۱۹۶۲ – درگذشته ۱۷ ژوئن ۲۰۲۰) دوچرخه‌سوار اهل بلژیک بود.